# 서소
서소(舒邵, ? ~ ?)는 중국 후한 말 원술 휘하의 정치인이다. 자는 중응(仲膺, 仲應)이며 연주 진류군 사람이다. 의로움으로 명성을 떨쳤다.

## 생애
형 서백응(舒伯膺)의 친구가 살해당하자 서소가 대신 복수하였다. 이후 형제는 서로가 사형을 받겠다며 다투었고 그 의로움이 온 세상에 회자되었다. 이에 형제는 사면을 받을 수 있었다. 한편 원술 밑에서 부릉현장(阜陵縣長)과 패국상을 지냈다. 마침 극심한 가뭄으로 인해 장강과 회수 사이에는 먹을 것이 없어 서로를 잡아먹을 지경이었다. 그런데도 원술은 군량미 10만 곡(斛)을 비축하였다. 서소가 허락도 받지 않고 이를 주린 백성들에게 몽땅 나누어 주었다. 원술이 노하여 참하려 하기에 “당연히 죽을 것을 알았습니다. 한 사람의 목숨으로 도탄에 빠진 백성을 구하게 되어 다행입니다.”라고 말하였다. 원술이 말에서 내려 예를 표하며 “족하는 혼자만 천하의 명예를 누리려 하오? 나와 같이 누릴 수는 없었소?”라 푸념하였다. 훗날 아들 서섭(舒燮)이 죄를 지어 태상 반준에게 죽을 뻔했는데 손린이 “천하가 통일된 후에 중원의 선비들이 중응의 후사에 대해 물으면 어찌시렵니까?”라며 말렸을 정도로 서소의 명성은 높았다.

## 가계
- 형 : 서백응(舒伯膺)
- 본인 : 서소
  - 아들 : 서섭(舒燮)

## 참고 문헌
- 《박물지》(博物志) ; 배송지 주석, 《삼국지》51권 오서 제6 손분에서 인용
- 《후한서》75권 열전 제65 원술